# La Gombe (Kinsasa)
La Gombe, o Gombe, (antiguamente Kalina — en honor al teniente, E. Kallina) es un distrito en el norte de la provincia de Kinsasa en la República Democrática del Congo. Limita al norte con el río Congo y al sur con el Boulevard du 30 Juin. La Gombe es un área residencial y también alberga algunos de los principales cuerpos gubernamentales de la RD del Congo, particularmente el Palais de la Nation, el cual es la casa presidencial del país. La Gombe también posee varios ministerios y organizaciones diplomáticas y de comunicaciones, y constituye lo que es el distrito de negocios de Kinsasa. Las oficinas del gobernador de la provincia de Kinsasa también se encuentran en La Gombe, lo cual la hace la "capital" de la provincia de Kinsasa. En este distrito se ubica el Jardín Botánico de Kinsasa.